# Thalamoporella
Thalamoporella is een mosdiertjesgeslacht uit de familie van de Thalamoporellidae en de orde Cheilostomatida. De wetenschappelijke naam ervan is in 1887 voor het eerst geldig gepubliceerd door Thomas Hincks.

## Soorten
- Thalamoporella afrogothica Soule, Soule & Chaney, 1999
- Thalamoporella afrotubifera Soule, Soule & Chaney, 1992
- Thalamoporella andamanensis Soule, Soule & Chaney, 1992
- Thalamoporella arabiensis Amui & Kaselowsky, 2006
- Thalamoporella californica (Levinsen, 1909)
- Thalamoporella contiguacurva Soule, Soule & Chaney, 1992
- Thalamoporella cookae Soule, Soule & Chaney, 1992
- Thalamoporella delicata Soule & Soule, 1970
- Thalamoporella distorta Osburn, 1940
- Thalamoporella evelinae Marcus, 1939
- Thalamoporella falcifera (Hincks, 1880)
- Thalamoporella floridana Osburn, 1940
- Thalamoporella gilbertensis (Maplestone, 1909)
- Thalamoporella gothica (Busk, 1856)
- Thalamoporella gracilata Tilbrook, Hayward & Gordon, 2001
- Thalamoporella granulata Levinsen, 1909
- Thalamoporella hamata Harmer, 1926
- Thalamoporella harmelini Soule, Soule & Chaney, 1999
- Thalamoporella hawaiiana Soule & Soule, 1970
- Thalamoporella inaequalis Cook, 1964
- Thalamoporella inarmata Soule, Soule & Chaney, 1992
- Thalamoporella indica (Hincks, 1880)
- Thalamoporella inornata Soule, Soule & Chaney, 1992
- Thalamoporella karesansui Dick & Grischenko, 2016
- Thalamoporella komodoensis Winston & Heimberg, 1986

- Thalamoporella labiata (Levinsen, 1909)
- Thalamoporella lanceolata Soule, Soule & Chaney, 1999
- Thalamoporella linearis Canu & Bassler, 1929
- Thalamoporella lingulata Soule, Soule & Chaney, 1999
- Thalamoporella lioticha (Ortmann, 1890)
- Thalamoporella mayori Osburn, 1940
- Thalamoporella minigothica Soule, Soule & Chaney, 1999
- Thalamoporella molokaiensis Soule, Soule & Chaney, 1999
- Thalamoporella novaehollandiae (Haswell, 1881)
- Thalamoporella parviavicularia Soule, Soule & Chaney, 1992
- Thalamoporella prima Canu & Bassler, 1920
- Thalamoporella prominens (Levinsen, 1909)
- Thalamoporella quadrata Gordon, 1984
- Thalamoporella rasmuhammadi Soule, Soule & Chaney, 1999
- Thalamoporella rozieri (Audouin, 1826)
- Thalamoporella semitorquata Soule, Soule & Chaney, 1992
- Thalamoporella sibogae Soule, Soule & Chaney, 1992
- Thalamoporella sparsipunctata Levinsen, 1909
- Thalamoporella spinosa Chaney, Soule & Soule, 1989
- Thalamoporella spiravicula Florence, Hayward & Gibbons, 2007
- Thalamoporella stapifera Levinsen, 1909
- Thalamoporella tubifera Levinsen, 1909
- Thalamoporella vavauensis Soule, Soule & Chaney, 1999
- Thalamoporella winstonae Soule, Soule & Chaney, 1999

Niet geaccepteerde soorten:
- Thalamoporella howensis Maplestone, 1905 → Labioporella howensis (Maplestone, 1905)
- Thalamoporella michaelseni Calvet, 1904 → Ogivalia elegans (d'Orbigny, 1842)
- Thalamoporella verrilli Soule & Soule, 1970 → Dibunostoma verrilli (Soule & Soule, 1970)